# الدوري الإندونيسي الممتاز 1995–96
الدوري الإندونيسي الممتاز 1995–96 (بالإندونيسية: Divisi Utama Liga Indonesia 1995–1996)‏ هو الموسم 2 من الدوري الإندونيسي الممتاز ‏. كان عدد الأندية المشاركة فيه 32، وفاز فيه Bandung Raya (football club) ‏.